# Valcourt
Valcourt település Franciaországban, Haute-Marne megyében. Lakosainak száma 608 fő (2022. január 1.). Valcourt Éclaron-Braucourt-Sainte-Livière, Humbécourt, Moëslains és Saint-Dizier községekkel határos.

## Népesség
A település népessége az elmúlt években az alábbi módon változott:
| Lakosok száma | 516  | 588  | 784  | 647  | 620  | 617  | 621  | 622  | 620  | 608  |
|               | 1968 | 1982 | 1990 | 2006 | 2013 | 2015 | 2017 | 2019 | 2020 | 2022 |